# محمدابراهیم نیک‌پور
محمدابراهیم نیک‌پور (زاده ١٣٠٠ تهران-نامعلوم)سیاست‌مدار ایرانی بود، که در  دوره بیست و سوم  به‌عنوان نماینده لنجان در مجلس شورای ملی حضور داشت.
وی از اعضای هیئت رئیسه اتاق بازرگانی تهران در چندین دوره قبل از انقلاب بود.

## زندگی‌نامه
محمدابراهیم نیک‌پور ، فرزند عبدالحسین نیک‌پور به سال ١٣٠٠ در تهران متولد شد. تحصیلات ابتدایی را در مدرسه شرف و دوره دبیرستان را در دبیرستان‌های شرف و پانزدهم بهمن گذراند. او جهت تحصیل در رشته اقتصاد عازم آلمان شد و پس از بازگشت به ایران به همکاری با پدرش در فعالیت‌های تجاری پرداخت. 
نیکپور در ابتدا مدیریت شرکت پخش نفت تهران و حومه را برعهده داشت و سپس مدیریت شرکت‌های کارخانجات شیشه ایران و ریاست هیئت‌مدیره شرکت سهامی بیمه شرق را برعهده گرفت. وی چندین دوره به عضویت هیئت‌مدیره  اتاق بازرگانی تهران درآمد.
پس از چندى مدیریت بانك پارس كه با سرمایه شخصى عبدالحسین نیک‌پور ایجاد شده بود، به ابراهیم نیك‏پور واگذار شد. 
وی در دوره بیست ‏و سوم به عنوان نماینده لنجان در مجلس شورای ملی حضور داشت. 
نیک‌پور در دوره هفتم به عنوان سناتور 
از تهران در مجلس سنا انتخاب شد. 